# رضا زاده (دانشمند)
رضا زاده یک دانشمند کامپیوتر ایرانی-کانادایی است که روی یادگیری ماشین کار می‌کند. او استاد کمکی در دانشگاه استنفورد و مدیر عامل شرکت Matroid است. او جز مشاوران شرکت‌هایی مثل مایکروسافت و Databricks بوده‌است. حوزه‌های تخصصی وی شامل یادگیری ماشین، محاسبات توزیع شده و ریاضیات گسسته کاربردی.

## زندگی شخصی
او در کودکی در شهرهای اهواز و تهران زندگی کرده‌است.

## زندگی حرفه ای
از جمله فعالیت‌های کاری او عبارت است از، ایجاد یک الگوریتم هوش مصنوعی برای پروژه Who-To-Follow در توییتر که در نهایت کد منبع آن به صورت متن باز ارائه شد. او همچنین رهبری تحقیقاتی را بر عهده داشته که روی ردیابی آسیب‌های ناشی از زلزله با استفاده از یادگیری ماشین متمرکز بود و توجه زیادی را در رسانه به خود جلب کرد.
دکتر زاده همچنین به ایجاد کتابخانه  MLlib کتابخانه و بسته جبر خطی در آپاچی اسپارک کمک کرده‌است. کارهای متن باز او در محیط‌های محاسباتی صنعتی و دانشگاهی بسیاری به کار گرفته شده‌است. علاوه بر تحقیقات، دکتر زاده دو درس دوره دکترا را در دانشگاه استنفورد طراحی کرده و به تدریس آن‌ها مشغول است: الگورتیم‌های توزیع شده و بهینه سازی (CME 323) و ریاضیات گسسته و الگوریتم‌ها (CME 305).